# Xul
Xul är en ort i Mexiko.   Den ligger i kommunen Oxkutzcab och delstaten Yucatán, i den östra delen av landet, 1 000 km öster om huvudstaden Mexico City. Xul ligger 95 meter över havet och antalet invånare är 1 110.
Terrängen runt Xul är platt. Runt Xul är det glesbefolkat, med 18 invånare per kvadratkilometer. Xul är det största samhället i trakten. I omgivningarna runt Xul växer i huvudsak städsegrön lövskog.